# Ailuropodinae
  
Ailuropodinae – podrodzina ssaków z rodziny niedźwiedziowatych (Ursidae).  

## Rozmieszczenie geograficzne
Podrodzina obejmuje jeden żyjący współcześnie gatunek występujący w Chińskiej Republice Ludowej.  

## Podział systematyczny
Do podrodziny należy jedno występujące współcześnie plemię:  
- Ailuropodini Grevé, 1894

Opisano również plemię wymarłe:
- Agriotheriini M. Kretzoi, 1942

Wymarły takson bazalny:
- Miomaci Bonis, Abella, Merceron & Begun, 2017[5] – jedynym przedstawicielem był Miomaci pannonicum Bonis, Abella, Merceron & Begun, 2017.